# Toroidal y poloidal

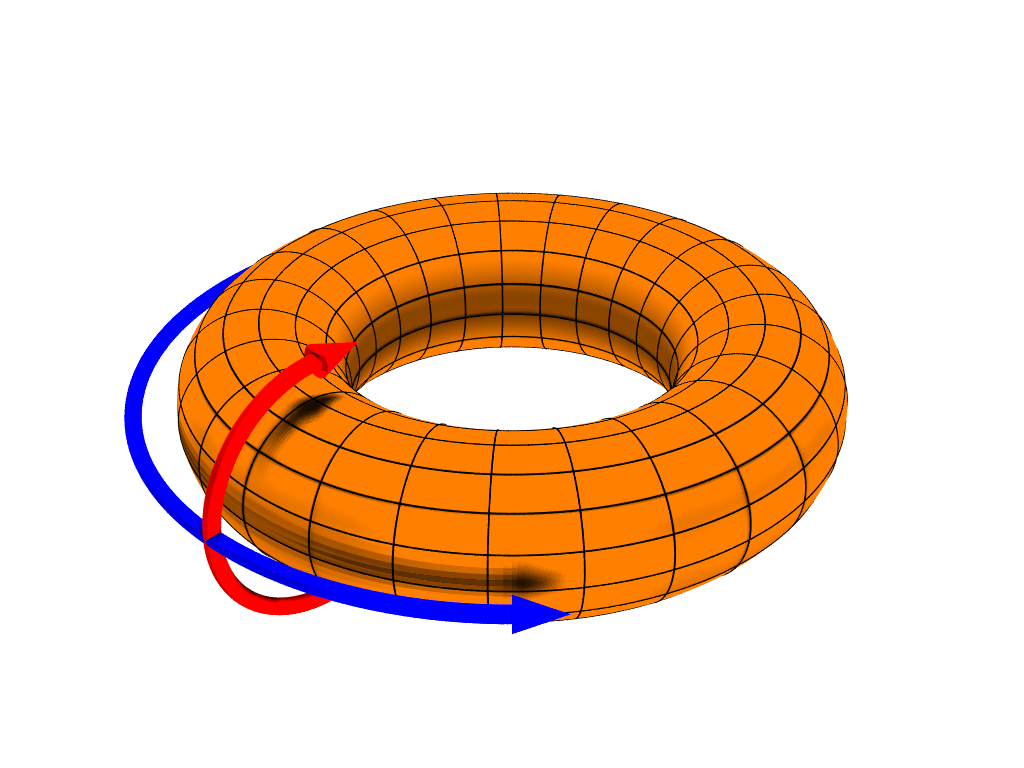
Un diagrama que representa la dirección poloidal, representada por la flecha roja, y la dirección toroidal (o direccional) representado por la flecha azul.

Los términos toroidal y poloidal se usan en física para caracterizar a las coordenadas de un campo magnético.
Walter M. Elsasser acuñó estos términos en 1946 en el contexto de la generación del campo magnético de la Tierra por corrientes en el núcleo, siendo la dirección toroidal paralela a las líneas de latitud y la poloidal hacia el campo magnético (es decir, hacia los polos). También se registra su uso en el contexto de los plasmas confinados magnéticamente, donde la dirección toroidal corresponde al radio máximo del toro y la dirección poloidal al radio mínimo. En  coordenadas magnéticas, las coordenada toroidal se denota como  {\displaystyle \zeta } o {\displaystyle \phi }, y la coordenada poloidal como {\displaystyle \theta }. La tercera dirección, normal a las superficies magnéticas, se denomina a menudo «dirección radial», denotada como {\displaystyle \psi }, {\displaystyle \chi }, {\displaystyle r}, {\displaystyle \rho } o {\displaystyle s}.

## Coordenadas toroidales y poloidales
En la física de los plasmas confinados magnéticamente, se puede describir un sistema con simetría axial con superficies de flujo magnético concéntricas y circulares de radio {\displaystyle r} —se trata de una aproximación cruda a la geometría del campo magnético en un Tokamak primitivo pero es topológicamente equivalente a cualquier sistema de confinamiento magnético toroidal—, denotando el ángulo toroidal como {\displaystyle \zeta }  y el ángulo poloidal como {\displaystyle \theta } theta. Este sistema de coordenadas toroidal/poloidal se relaciona con las coordenadas cartesianas estándar por estas reglas de transformación:
{\displaystyle x=(R_{0}+r\cos \theta )\cos \zeta }
{\displaystyle y=s_{\zeta }(R_{0}+r\cos \theta )\sin \zeta }
{\displaystyle z=s_{\theta }r\sin \theta .}
donde {\displaystyle s_{\theta }=\pm 1,s_{\zeta }=\pm 1}.
La opción geométrica natural es tomar {\displaystyle \theta } = {\displaystyle s_{\zeta }=+1} {\displaystyle s_{\theta }=s_{\zeta }=+1}, dando las direcciones toroidal y poloidal mostradas por las flechas en la figura anterior, pero esto hace con que {\displaystyle r}, {\displaystyle \theta }, {\displaystyle \zeta } sea un sistema de coordenadas curvilíneas zurdo. Como normalmente se supone que el conjunto {\displaystyle r}, {\displaystyle \theta }, {\displaystyle \zeta } forma un sistema de coordenadas diestro, {\displaystyle \nabla } {\displaystyle r} {\displaystyle \cdot } {\displaystyle \nabla } {\displaystyle \theta } {\displaystyle \times } {\displaystyle \nabla } {\displaystyle \zeta }> 0, se debe invertir bien la dirección poloidal tomando {\displaystyle s_{\theta }=-1}, {\displaystyle s_{\zeta }=+1}, o bien la dirección toroidal, tomando {\displaystyle s_{\theta }} = + 1, {\displaystyle s_{\zeta }} = - 1. Ambas opciones son aceptadas.